# Leafy
LEAFY (сокращённо LFY) — растительный ген, который заставляет недифференцированные клетки меристемы образовывать цветок вместо обычных листьев и побегов.
Ген LEAFY кодирует транскрипционный фактор, обнаруженный у всех наземных растений. Один из его экзонов активно использовался в филогенетической работе по исследованию семенных растений. При повышенной экспресси этого гена растения становятся менее чувствительны к условиям внешней среды и зацветают раньше положенного. Если же ген подвергается мутации и больше неспособен выполнять свои функции, то вместо цветков формируются боковые побеги.